# 嫁コレ
嫁コレ（よめコレ、英: Yome Collection）は、HEROZ（2014年7月30日まではNECビッグローブ）が配信していた、スマートフォン向けのカードコレクションゲーム。Android端末向けは2011年8月2日、iPhone向けは同年9月21日から、ともに2016年8月31日まで配信された。
本稿では、派生作品である「嫁コレアイドル」（よめコレアイドル）・「嫁コレ声優部」（よめコレせいゆうぶ）についても記述する。

## 概要
主にアニメーションや他のゲーム作品のキャラクターの、録り下ろし音声付き画像コンテンツを集め、「なでる」・「キスをする」・「プレゼント」・「ボイスを聴く」などの画面操作により愛情度を高め、レベルを上げる。キャラクターは「嫁」、画像コンテンツは「カード」、嫁を保持するスペースを「嫁枠」と称する。「カード」は愛情度の上昇や、仮想通貨の「コイン」を消費して画面上の「ガチャ」を引くことなどにより獲得できる。「コイン」はレベルの上昇や毎日連続してログインすることにより得られるが、課金により購入することも可能である。「嫁枠」はレベルの上昇により増加するが、コインの消費によって増やすこともできる。「交流」機能があり、他のユーザーの「嫁」にプレゼントを贈ったり、twitterと連動してゲームの進捗状況を投稿することができる。一部のキャラクターは、スマートフォンのカメラから「嫁」と写真を撮影し、公開する機能を搭載している。「嫁」は基本的に女性キャラクター（女子部枠は男性キャラクター）であるが、非人間キャラクターも一部存在する。
2013年1月からは声優本人が登場する「嫁コレ声優部」が加わっている。2012年11月から2014年3月までは実在のアイドルによる「嫁コレアイドル」もあった。
2016年7月11日、同年8月31日限りでのサービス終了が発表された。

## キャラクター
カッコ内は配信開始日、声優、脚本担当

### アニメ

#### 男子部枠
- 『ゆとりちゃん』
  - 田中ゆとり（2011年8月2日、悠木碧）
  - 摘込しおり（2011年9月13日、花澤香菜）
- 『STEINS;GATE』
  - 牧瀬紅莉栖（2011年8月2日、今井麻美）
  - 椎名まゆり（2011年8月2日、花澤香菜）
  - 岡部倫太郎（2011年9月6日、宮野真守）
  - 阿万音鈴羽（2011年10月11日、田村ゆかり）
  - フェイリス・ニャンニャン（2012年3月27日、桃井はるこ）
- 『Aチャンネル』
  - 百木るん（2011年8月2日、福原香織）
  - トオル（一井透）&るん（2011年8月9日、悠木碧・福原香織）
- 『聖痕のクェイサーII』
  - カーチャ / エカテリーナ＝クラエ（2011年8月2日、平野綾）
  - 織部まふゆ（2011年8月2日、藤村歩）
- 『電波女と青春男』
  - 藤和エリオ（2011年8月9日、大亀あすか）
  - 御船流子（2011年8月23日、加藤英美里）
  - 藤和女々（2011年8月30日、野中藍）
- 『あの日見た花の名前を僕達はまだ知らない。』
  - 本間芽衣子〈めんま〉（2011年8月16日、茅野愛衣）
  - 安城鳴子〈あなる〉（2012年8月3日、戸松遥）
- 『アスタロッテのおもちゃ!』
  - アスタロッテ・ユグヴァール（2011年9月20日、釘宮理恵）
  - 塔原明日葉（2011年11月15日、田村ゆかり）
- 『ひぐらしのなく頃に 礼 / 煌』
  - 竜宮レナ（2011年9月20日、中原麻衣）
  - 古手梨花（2011年11月22日、田村ゆかり）
- 『ダンタリアンの書架』
  - ダリアン〈ダンタリアン〉（2011年10月4日、沢城みゆき）
- 『神様のメモ帳』
  - アリス（2011年10月25日、小倉唯）

- 『たまゆら〜hitotose〜 / 〜もあぐれっしぶ〜』
  - 沢渡楓（2011年11月1日 / 2013年7月30日[注 5]、竹達彩奈）
  - 岡崎のりえ（2011年12月20日 / 2013年11月1日[注 6][注 5]、井口裕香）
  - 桜田麻音（2011年12月22日 / 2013年11月1日[注 7][注 5]、儀武ゆう子）
  - 塙かおる（2011年12月28日 / 2013年11月1日[注 8][注 5]、阿澄佳奈）
  - 三谷かなえ[注 9]（2013年9月10日[注 10]、茅野愛衣）
- 『花咲くいろは』
  - 鶴来民子（2011年11月8日、小見川千明）
  - 松前緒花（2011年11月29日、伊藤かな恵）
- 『ましろ色シンフォニー』
  - 瀬名愛理（2011年12月6日、小野涼子）
  - 乾紗凪（2012年1月10日、吉田真弓）
  - 天羽みう（2012年1月17日、力丸乃りこ）
  - 瓜生桜乃（2012年5月29日、後藤麻衣）
  - アンジェリーナ・菜夏・シーウェル（2012年6月15日、壱智村小真）
- 『ロウきゅーぶ!』
  - 湊智花（2011年12月9日、花澤香菜）
  - 三沢真帆（2011年12月16日 / 2014年3月18日[注 11]、井口裕香）
  - 袴田ひなた（2012年1月4日 / 2014年2月28日[注 11]、小倉唯）
  - 永塚紗季（2013年1月4日、日笠陽子、蘭堂歩）
  - 香椎愛莉（2013年1月15日、日高里菜、蘭堂歩）
  - 荻山葵[注 12]（2014年4月8日、伊藤かな恵）
- 『魔法少女まどか☆マギカ』
  - 鹿目まどか（2011年12月27日、悠木碧）
  - 巴マミ（2012年1月13日、水橋かおり）
  - 美樹さやか（2012年2月14日、喜多村英梨、きしやすとし）
  - 佐倉杏子（2012年2月21日、野中藍）
  - キュゥべえ（2012年2月28日、加藤英美里）
  - 暁美ほむら（2012年3月6日、斎藤千和）
- 『とある科学の超電磁砲』
  - 御坂美琴（2012年1月27日 / 2013年12月27日[注 13]、佐藤利奈）
  - 白井黒子（2012年2月7日 / 2014年1月10日[注 13]、新井里美）
  - 初春飾利（2012年9月18日 / 2014年4月4日[注 13]、豊崎愛生）
  - 佐天涙子（2012年9月28日 / 2014年3月11日[注 13]、伊藤かな恵）
  - 御坂妹[注 12]（2014年4月15日、ささきのぞみ）
- 『輪廻のラグランジェ』
  - 京乃まどか（2012年1月31日、石原夏織）
  - ラン（2012年2月24日、瀬戸麻沙美）
  - ムギナミ（2012年3月30日、茅野愛衣）
- 『ギルティクラウン』
  - 楪いのり（2012年3月2日、茅野愛衣）
  - ツグミ（2012年3月30日、竹達彩奈）
  - 篠宮綾瀬（2012年4月10日、花澤香菜）
- 『ラストエグザイル-銀翼のファム-』
  - ファム・ファン・ファン（2012年3月13日、豊崎愛生、田村一成）
  - ジゼル・コレット・ヴィント（2012年3月23日、悠木碧、田村一成）
  - ミリア・イル・ヴェルク・クトレットラ・トゥラン（2012年4月6日、茅野愛衣、田村一成）
- 『モーレツ宇宙海賊』
  - 加藤茉莉香（2012年3月16日、小松未可子）
  - チアキ・クリハラ（2012年5月11日、花澤香菜）
  - グリューエル・セレニティ（2013年2月12日、戸松遥）
- 『魔乳秘剣帖』
  - 魔乳千房（2012年3月19日、寿美菜子）
- 『侵略!?イカ娘』
  - イカ娘（2012年4月3日、金元寿子）
  - 長月早苗（2012年6月22日、伊藤かな恵）
- 『れでぃ×ばと!』
  - セルニア＝伊織＝フレイムハート（2012年4月13日、中原麻衣）
  - 彩京朋美（2012年4月24日、川澄綾子）
- 『Another』
  - 見崎鳴（2012年4月17日、高森奈津美）
- 『灼眼のシャナIII-FINAL-』
  - シャナ（2012年4月20日、釘宮理恵）
- 『C3 -シーキューブ-』
  - フィア（2012年4月27日、田村ゆかり）
- 『狼と香辛料』
  - ホロ（2012年5月1日、小清水亜美）
- 『あの夏で待ってる』
  - 貴月イチカ（2012年5月21日、戸松遥）
  - 谷川柑菜（2012年6月5日、石原夏織）
  - 北原美桜（2012年6月15日、阿澄佳奈）
  - 山乃檸檬（2012年6月22日、田村ゆかり）
- 『これはゾンビですか? オブ・ザ・デッド』
  - ハルナ（2012年6月1日、野水伊織）
  - セラ〈セラフィム〉（2012年6月29日、日笠陽子）
  - トモノリ〈吉田友紀 / メイル・シュトローム〉（2012年7月17日、金元寿子）
- 『とらドラ!』
  - 逢坂大河（2012年6月8日、釘宮理恵）
  - 櫛枝実乃梨（2012年6月12日、堀江由衣）
  - 川嶋亜美（2012年6月19日、喜多村英梨）
- 『さんかれあ』
  - 散華礼弥（2012年7月6日、内田真礼）
  - 左王子蘭子（2012年7月24日、矢作紗友里）
- 『ARIA The ANIMATION』
  - 水無灯里（2012年7月13日、葉月絵理乃）
  - 藍華・S・グランチェスタ（2012年7月27日、斎藤千和）
  - アリス・キャロル（2012年8月10日、広橋涼）
  - アリシア・フローレンス（2012年10月12日、大原さやか）
- 『地獄少女』
  - 閻魔あい（2012年7月20日、能登麻美子）
- 『機動戦艦ナデシコ』
  - ミスマル・ユリカ（2012年8月17日、桑島法子）
  - ホシノ・ルリ（2012年9月11日、南央美）
- 『かんなぎ』
  - ナギ（2012年8月21日、戸松遥）
  - 青葉つぐみ（2012年8月31日、沢城みゆき）
  - ざんげちゃん（2012年9月7日、花澤香菜）
- 『僕は友達が少ない』
  - 柏崎星奈（2012年9月4日、伊藤かな恵）
  - 三日月夜空（2012年9月14日、井上麻里奈）
- 『この中に1人、妹がいる!』
  - 鶴眞心乃枝（2012年9月21日、石原夏織）
  - 神凪雅（2012年10月2日、佐倉綾音、葉山春樹）
  - 国立凛香（2012年10月26日、竹達彩奈、徳山雄一）
  - 天導愛菜（2012年11月2日、大亀あすか、葉山春樹）
  - 嵯峨良芽依（2012年11月9日、日高里菜、葉山春樹）
- 『這いよれ! ニャル子さん』
  - ニャル子〈ニャルラトホテプ〉（2012年9月25日、阿澄佳奈）
  - クー子〈クトゥグア〉（2012年10月5日、松来未祐）
- 『ガールズ&パンツァー』
  - 西住みほ（2012年10月5日、渕上舞）
  - 武部沙織（2012年12月25日、茅野愛衣）
  - 五十鈴華（2013年1月11日、尾崎真実）
  - 秋山優花里（2013年1月22日、中上育実）
  - 冷泉麻子（2013年1月29日、井口裕香）
- 『恋と選挙とチョコレート』
  - 住吉千里（2012年10月9日、中村繪里子）
  - 東雲皐月（2012年10月16日、浅川悠）
  - 木場美冬（2012年11月6日、水橋かおり）
  - 青海衣更（2012年11月13日、門脇舞以）
  - 森下未散（2012年11月20日、今井麻美）
- 『俺の妹がこんなに可愛いわけがない』
  - 高坂桐乃（2012年10月19日、竹達彩奈）
  - 沙織・バジーナ（2012年12月12日、生天目仁美）
  - 田村麻奈実（2012年12月18日、佐藤聡美）
  - 新垣あやせ（2012年12月21日、早見沙織）
  - 黒猫（2013年3月19日、花澤香菜）
- 『織田信奈の野望』
  - 織田信奈（2013年2月15日、伊藤かな恵）
  - 蜂須賀五右衛門（2013年2月22日、金田朋子）
  - 丹羽長秀（2013年2月26日、松嵜麗）
  - 柴田勝家（2013年3月8日、生天目仁美）
  - 竹中半兵衛（2013年3月12日、小倉唯）
- 『生徒会の一存 Lv.2』
  - 桜野くりむ（2013年2月19日、本多真梨子）
  - 紅葉知弦（2013年5月17日、美名）
  - 椎名深夏（2013年5月24日、富樫美鈴、三浦洋晃）
  - 椎名真冬（2013年6月4日、野水伊織、三浦洋晃）
- 『じょしらく』
  - 蕪羅亭魔梨威（2013年3月5日、佐倉綾音）
  - 空琉美遊亭丸京（2013年3月15日、南條愛乃）
  - 波浪浮亭木胡桃（2013年4月16日、小岩井ことり）
  - 暗落亭苦来（2013年4月19日、後藤沙緒里）
  - 防波亭手寅（2013年4月23日、山本希望、濱田雄偉）
- 『リトルバスターズ!』
  - 棗鈴（2013年3月26日、たみやすともえ）
  - 神北小毬（2013年4月30日、やなせなつみ）
  - 三枝葉留佳（2013年5月14日、すずきけいこ）
  - 能美クドリャフカ（2013年5月28日、若林直美）
  - 来ヶ谷唯湖（2013年6月14日、田中涼子）
  - 西園美魚（2013年7月2日、巽悠衣子）
- 『お兄ちゃんだけど愛さえあれば関係ないよねっ』
  - 姫小路秋子（2013年4月9日、木戸衣吹）
  - 那須原アナスタシア（2013年5月21日、茅原実里）
  - 猿渡銀兵衛春臣（2013年6月21日、下田麻美）
  - 二階堂嵐（2013年9月6日、喜多村英梨）
- 『AKB0048』
  - 本宮凪沙（2013年4月26日、岩田華怜）
  - 園智恵理（2013年4月26日、渡辺麻友）
- 『まおゆう魔王勇者』
  - 魔王（2013年5月10日、小清水亜美）
  - 女騎士（2013年6月28日、沢城みゆき）
  - メイド長（2013年7月26日、斎藤千和）
- 『ささみさん@がんばらない』
  - 月読鎖々美（2013年5月31日、阿澄佳奈）
  - 邪神つるぎ（2013年7月12日、斎藤千和）
  - 邪神かがみ（2013年8月9日、花澤香菜）
  - 邪神たま（2013年8月27日、野中藍）
- 『ビビッドレッド・オペレーション』
  - 一色あかね（2013年6月18日、佐倉綾音）
  - 二葉あおい（2013年7月9日、村川梨衣）
  - 三枝わかば（2013年7月23日、大坪由佳）
  - 四宮ひまわり（2013年8月2日、内田彩）
  - 黒騎れい（2013年8月16日、内田真礼）
- 『さくら荘のペットな彼女』
  - 椎名ましろ（2013年7月5日、茅野愛衣）
  - 青山七海（2013年7月19日、中津真莉子）
  - 上井草美咲（2013年8月13日、高森奈津美）
- 『超次元ゲイム ネプテューヌ』
  - ネプテューヌ（2013年7月12日、田中理恵）
  - ノワール（2013年8月9日、今井麻美）
  - ネプギア（2013年9月3日、堀江由衣）
  - プルルート（2013年11月22日、花澤香菜）
- 『みなみけ ただいま』
  - 南春香（2013年7月16日、佐藤利奈）
  - 南夏奈（2013年7月30日、井上麻里奈）
  - 南千秋（2013年8月20日、茅原実里）
- 『変態王子と笑わない猫。』
  - 筒隠月子（2013年7月26日、小倉唯）
  - 小豆梓（2013年8月23日、石原夏織）
  - 筒隠つくし（2013年9月13日、田村ゆかり）
- 『まよチキ!』
  - 近衛スバル（2013年8月6日、井口裕香）
  - 涼月奏（2013年9月10日、喜多村英梨）
- 『RDG レッドデータガール』
  - 鈴原泉水子（2013年9月17日、早見沙織）
  - 宗田真響（2013年9月24日、米澤円）
- 『フォトカノ』
  - 新見遙佳（2013年10月11日、伊藤かな恵）
  - 早倉舞衣（2013年12月17日、金元寿子）
  - 前田果音（2014年2月10日、伊瀬茉莉也）
- 『君のいる町』
  - 枝葉柚希（2013年10月15日、中島愛）
  - 御島明日香（2013年10月25日、佐倉綾音）
- 『犬とハサミは使いよう』
  - 夏野霧姫（2013年11月12日、井上麻里奈）
  - 春海円香（2013年12月6日、阿澄佳奈）
- 『ゴールデンタイム』
  - 加賀香子（2013年11月26日、堀江由衣）
  - 林田奈々（2014年2月21日[注 14]、茅野愛衣）
  - 岡千波（2014年7月22日、木戸衣吹）
- 『俺の彼女と幼なじみが修羅場すぎる』
  - 春咲千和（2013年11月29日、赤﨑千夏）
  - 冬海愛衣（2013年12月10日、茅野愛衣）
  - 秋篠姫香（2013年12月24日、金元寿子）
  - 夏川真涼（2013年12月31日、田村ゆかり）
- 『ファンタジスタドール』
  - 鵜野うずめ（2014年1月7日、大橋彩香）
  - ささら（2014年1月21日、津田美波）
- 『ガリレイドンナ』
  - 星月・フェラーリ（2014年1月28日、日高里菜）
  - 神月・フェラーリ（2014年2月25日、大久保瑠美）
  - 葉月・フェラーリ（2014年4月18日、真堂圭）
- 『劇場版 とある魔術の禁書目録 -エンデュミオンの奇蹟-』
  - 鳴護アリサ（2014年1月31日、三澤紗千香）
- 『凪のあすから』
  - 向井戸まなか（2014年2月4日、花澤香菜）
  - 比良平ちさき（2014年6月17日、茅野愛衣）
  - 潮留美海（2014年7月1日、小松未可子）
- 『神さまのいない日曜日』
  - アイ・アスティン（2014年2月21日、豊崎愛生）
  - ディー・エンジー・ストラトミットス（2014年7月11日、喜多村英梨）
- 『ウィッチクラフトワークス』
  - 火々里綾火（2014年2月25日[注 15]、瀬戸麻沙美）
  - 多華宮霞（2014年5月30日、茅野愛衣）
- 『幻影ヲ駆ケル太陽』
  - 太陽あかり（2014年3月4日、門脇舞以）
  - 星河せいら（2014年4月1日、喜多村英梨）
- 『アウトブレイク・カンパニー』
  - ミュセル・フォアラン（2014年3月7日、三森すずこ）
  - ペトラルカ・アン・エルダント三世（2014年4月11日、渕上舞）
- 『龍ヶ嬢七々々の埋蔵金』
  - 龍ヶ嬢七々々（2014年3月21日[注 16]、田辺留依）
  - 壱級天災（2014年6月6日[注 17]、阿澄佳奈）
  - 星埜ダルク（2014年6月20日[注 18]、花澤香菜）
- 『機巧少女は傷つかない』
  - 夜々（2014年3月25日、原田ひとみ）
  - シャルロット・ブリュー（2014年5月2日、高本めぐみ）
- 『やはり俺の青春ラブコメはまちがっている。』
  - 雪ノ下雪乃（2014年3月28日、早見沙織）
  - 由比ヶ浜結衣（2014年5月7日、東山奈央）
- 『俺の脳内選択肢が、学園ラブコメを全力で邪魔している』
  - ショコラ（2014年4月25日、佐土原かおり）
  - 雪平ふらの（2014年5月13日、近藤唯）
  - 遊王子謳歌（2014年7月8日、辻あゆみ）
- 『アクセル・ワールド』
  - 黒雪姫（2014年4月28日、三澤紗千香）
  - 倉嶋千百合（2014年5月27日、豊崎愛生）
  - 上月由仁子（2014年6月27日、日高里菜）
- 『WHITE ALBUM2』
  - 冬馬かずさ（2014年5月20日、生天目仁美）
  - 小木曽雪菜（2014年6月10日、米澤円）
- 『ストライク・ザ・ブラッド』
  - 姫柊雪菜（2014年6月3日、種田梨沙）
  - 藍羽浅葱（2014年6月24日、瀬戸麻沙美）
  - 暁凪沙（2014年7月15日、日高里菜）
  - 煌坂紗矢華（2014年9月30日、葉山いくみ）
- 『のんのんびより』
  - 宮内れんげ（2014年8月1日、小岩井ことり）
  - 一条蛍（2014年9月2日、村川梨衣）
  - 越谷小鞠（2014年9月12日、阿澄佳奈）
  - 越谷夏海（2014年9月19日、佐倉綾音）
- 『世界征服〜謀略のズヴィズダー〜』
  - 星宮ケイト（2014年8月19日、久野美咲）
  - 駒鳥蓮華（2014年9月5日、M・A・O）
- 『魔法科高校の劣等生』
  - 司波深雪（2014年8月22日、早見沙織）
  - 七草真由美（2014年10月3日、花澤香菜）
  - 北山雫（2014年12月12日、巽悠衣子）
- 『彼女がフラグをおられたら』
  - 菜波・K・ブレードフィールド（2014年8月26日、木戸衣吹）
  - 魔法ヶ沢茜（2014年9月9日、茅野愛衣）
- 『魔法戦争』
  - 相羽六（2014年9月22日、東山奈央）
  - 五十島くるみ（2014年10月24日、瀬戸麻沙美）
- 『ブラック・ブレット』
  - 藍原延珠（2014年10月10日、日高里菜）
- 『ローゼンメイデン（新アニメ版）』
  - 水銀燈（2014年10月17日、田中理恵）
  - 真紅（2014年10月31日、沢城みゆき）
  - 翠星石（2014年12月9日、桑谷夏子）
  - 蒼星石（2014年12月26日、森永理科）
- 『のうりん』
  - 中沢農（2014年11月7日、花澤香菜）
- 『精霊使いの剣舞』
  - クレア・ルージュ（2015年1月9日、木戸衣吹）
  - リンスレット・ローレンフロスト（2015年1月16日、優木かな）
  - エリス・ファーレンガルト（2015年1月23日、石上静香）
- 『六畳間の侵略者!?』
  - 東本願早苗（2015年2月13日、鈴木絵理）
  - 桜庭晴海（2015年3月13日、高本めぐみ）
  - ティアミリス・グレ・フォルトーゼ（2015年4月3日、長縄まりあ）
  - クラノ＝キリハ（2015年5月1日、田澤茉純）
  - 虹野ゆりか（2015年5月22日、大森日雅）
- 『ノーゲーム・ノーライフ』
  - 白（2015年2月20日、茅野愛衣）
  - ステファニー・ドーラ（2015年3月24日、日笠陽子）
  - ジブリール（2015年4月17日、田村ゆかり）
- 『結城友奈は勇者である』
  - 結城友奈（2015年2月27日、照井春佳）
  - 東郷美森（2015年3月17日、三森すずこ）
  - 犬吠埼風（2015年4月10日、内山夕実）
  - 犬吠埼樹（2015年5月15日、黒沢ともよ）
- 『ご注文はうさぎですか?』
  - ココア（2015年3月6日、佐倉綾音）
  - チノ（2015年3月20日、水瀬いのり）
  - リゼ（2015年3月27日、種田梨沙）
  - シャロ（2015年12月1日、内田真礼）
  - 千夜（2015年12月8日、佐藤聡美）
- 『銃皇無尽のファフニール』
  - イリス・フレイア（2015年5月8日、日高里菜）
  - 物部深月（2015年6月12日、沼倉愛美）
- 『人生相談テレビアニメーション「人生」』
  - 遠藤梨乃（2015年5月29日、新田ひより）
  - 鈴木いくみ（2015年6月9日、諏訪彩花）
  - 九条ふみ（2015年6月19日、豊田萌絵）
- 『レーカン!』
  - 天海響（2015年6月24日、木戸衣吹）
  - 井上成美（2015年7月3日、伊藤美来）
  - 江角京子（2015年7月7日、M・A・O）
  - 上原佳菜（2015年7月10日、飯田里穂）
  - 小川真琴（2015年7月17日、山崎エリイ）
- 『ハイスクールD×D BorN』
  - リアス・グレモリー（2015年8月4日、日笠陽子）
  - アーシア・アルジェント（2015年8月7日、浅倉杏美）
  - ゼノヴィア（2015年8月11日、種田梨沙）
  - 姫島朱乃（2015年8月18日、伊藤静）
  - 塔城小猫（2015年8月21日、竹達彩奈）
- 『それが声優!』
  - 一ノ瀬双葉（2015年10月27日、高橋李依）
  - 萌咲いちご（2015年10月30日、長久友紀）
  - 小花鈴（2015年11月10日、高野麻里佳）
  - 紺野あおい（2016年3月11日、古木のぞみ）
- 『甘城ブリリアントパーク』
  - ラティファ・フルーランザ（2015年11月6日、藤井ゆきよ）
  - 千斗いすず（2015年11月13日、加隈亜衣）
- 『おへんろ。〜八十八歩記〜』
  - まお（2015年11月20日、山下七海）
  - ちわ（2015年11月24日、江原裕理）
  - めぐみ（2015年12月4日、高野麻里佳）
- 『蒼の彼方のフォーリズム』
  - 倉科明日香（2015年11月27日、福圓美里）
  - 鳶沢みさき（2015年12月28日、浅倉杏美）
  - 有坂真白（2016年1月19日、山本希望）
  - 市ノ瀬莉佳（2016年1月29日、米澤円）
  - 乾沙希（2016年2月9日、高森奈津美）
- 『ハッカドール THE あにめ〜しょん』
  - ハッカドール1号（2015年12月11日、高木美佑）
  - ハッカドール2号（2015年12月15日、奥野香耶）
  - ハッカドール3号（2015年12月18日、山下七海）
- 『プラスティック・メモリーズ』
  - アイラ（2015年12月22日、雨宮天）
  - 絹島ミチル（2016年1月8日、赤﨑千夏）
- 『SHIROBAKO』
  - 宮森あおい（2016年1月5日、木村珠莉）
  - 安原絵麻（2016年1月22日、佳村はるか）
  - 坂木しずか（2016年1月26日、千菅春香）
  - 藤堂美沙（2016年2月16日、髙野麻美）
  - 今井みどり（2016年2月26日、大和田仁美）
- 『Fate/stay night [Unlimited Blade Works]』
  - セイバー（2016年2月2日、川澄綾子）
  - 遠坂凛（2016年2月12日、植田佳奈）
  - イリヤスフィール・フォン・アインツベルン（2016年2月23日、門脇舞以）
- 『放課後のプレアデス』
  - すばる（2016年2月5日、高森奈津美）
  - あおい（2016年2月19日、大橋歩夕）
  - いつき（2016年3月4日、立野香菜子）
  - ひかる（2016年3月15日、牧野由依）
  - ななこ（2016年3月25日、藤田咲）
- 『干物妹!うまるちゃん』
  - 土間うまる（2016年3月1日、田中あいみ）
  - 海老名菜々（2016年3月18日、影山灯）
  - 本場切絵（2016年3月29日、白石晴香）
  - 橘・シルフィンフォード（2016年4月8日、古川由利奈）
- 『うたわれるもの 偽りの仮面』
  - クオン（2016年3月8日、種田梨沙）
  - ネコネ（2016年3月22日、水瀬いのり）
  - ルルティエ（2016年4月5日、加隈亜衣）
- 『ハイスクール・フリート』
  - 岬明乃（2016年4月15日、夏川椎菜）
  - 宗谷ましろ（2016年4月15日、Lynn）
- 『ヤマノススメ セカンドシーズン』
  - 雪村あおい（2016年4月22日、井口裕香）
  - 倉上ひなた（2016年5月13日、阿澄佳奈）
  - 斉藤楓（2016年5月20日、日笠陽子）
  - 青羽ここな（2016年5月27日、小倉唯）
- 『三者三葉』
  - 小田切双葉（2016年6月28日、金澤まい）
  - 葉山照（2016年6月28日、今村彩夏）
  - 西川葉子（2016年6月28日、和久井優）

#### 女子部枠
- 『BRAVE10』
  - 霧隠才蔵（2012年6月19日、小野大輔）
  - 猿飛佐助（2012年6月19日、柿原徹也）
  - 海野六郎（2012年6月26日、神谷浩史）
  - 由利鎌之介（2012年7月3日、高城元気）
- 『ミラクル☆トレイン〜大江戸線へようこそ〜』
  - 六本木史（2012年7月3日、KENN）
  - 都庁前（2012年7月31日、杉田智和）
  - 新宿凛太郎（2012年8月21日、置鮎龍太郎）
  - 汐留行（2012年9月11日、梶裕貴）
- 『夏雪ランデブー』
  - 島尾篤（2012年11月16日、福山潤）
  - 葉月亮介（2012年11月22日、中村悠一）
- 『伏 鉄砲娘の捕物帳』
  - 信乃（2013年2月22日、宮野真守）
- 『AMNESIA』 
  - シン（2013年3月1日、柿原徹也）
  - イッキ（2013年3月8日、谷山紀章）
  - ケント（2013年3月15日[注 19]、石田彰）
  - トーマ（2013年3月26日[注 20]、日野聡）
- 『神様はじめました』
  - 巴衛（2013年3月8日、立花慎之介）
  - 瑞希（2013年5月28日、岡本信彦）
  - 鞍馬（2013年8月20日、岸尾だいすけ）
- 『キューティクル探偵因幡』
  - 因幡洋（2013年3月29日[注 21]、諏訪部順一）
  - 首領・ヴァレンティーノ（2013年7月19日、大川透）
  - ロレンツォ（2013年8月13日、小杉十郎太）
  - 荻野邦治（2013年12月17日、森川智之）
- 『薄桜鬼 〜黎明録〜』
  - 井吹龍之介（2013年4月23日、関智一）
- 『K』
  - 伊佐那社（2013年5月24日、浪川大輔）
  - 夜刀神狗朗（2013年7月9日、小野大輔）
  - 八田美咲（2015年2月6日、福山潤）
  - 伏見猿比古（2015年2月24日、宮野真守）
- 『カーニヴァル』
  - 无（2013年6月28日、下野紘）
  - 花礫（2013年7月23日、神谷浩史）
  - 與儀（2013年8月27日、宮野真守）
- 『夏目友人帳』
  - ニャンコ先生 / 斑（2013年7月26日、井上和彦）
- 『となりの怪物くん』
  - 山口賢二（2013年9月10日、寺島拓篤）
  - 吉田春（2013年10月1日、鈴木達央）
- 『メガネブ!』
  - 相馬鏡（2013年10月11日[注 7]、赤羽根健治）
  - 鎌谷光希（2013年11月15日[注 22]、宮田幸季）
  - 鉢嶺拓磨（2013年12月13日[注 22]、田丸篤志）
  - 三鍋友紀也（2014年3月11日、諏訪部順一）
  - 木全隼人（2014年3月18日、木村良平）
- 『しろくまカフェ』
  - シロクマくん（2013年10月15日、櫻井孝宏）
  - パンダくん（2013年11月19日、福山潤）
  - ペンギンさん（2013年12月3日、神谷浩史）
- 『魔界王子 devils and realist』
  - ウイリアム・トワイニング（2014年1月28日、江口拓也）
  - ダンタリオン・ヒューバー（2014年2月28日、寺島拓篤）
- 『八犬伝―東方八犬異聞―』
  - 犬塚信乃（2014年3月25日、柿原徹也）
  - 犬川荘介（2014年4月22日、日野聡）
- 『ガッチャマン クラウズ』
  - 橘清音（2014年4月15日、逢坂良太）
  - 枇々木丈（2014年5月13日、浪川大輔）
- 『弱虫ペダル』
  - 小野田坂道（2014年4月28日、山下大輝）
  - 今泉俊輔（2014年5月20日、鳥海浩輔）
  - 巻島裕介（2014年6月3日、森久保祥太郎）
  - 真波山岳（2014年6月17日、代永翼）
  - 東堂尽八（2014年7月8日、柿原徹也）
  - 鳴子章吉（2014年7月25日、福島潤）
  - 新開隼人（2014年8月26日、日野聡）
  - 福富寿一（2015年1月30日、前野智昭）
  - 泉田塔一郎（2015年2月10日、阿部敦）
  - 田所迅（2015年3月10日、伊藤健太郎）
- 『サムライフラメンコ』
  - 羽佐間正義（2014年6月10日、増田俊樹）
  - 後藤英徳（2014年7月29日、杉田智和）
- 『ハマトラ THE ANIMATION』
  - ナイス（2014年11月11日、逢坂良太）
  - ムラサキ（2014年12月2日、羽多野渉）
  - バースデイ（2015年1月13日、福山潤）
  - レシオ（2015年2月3日、中村悠一）
- 『幕末Rock』
  - 坂本龍馬（2014年12月16日、谷山紀章）
  - 高杉晋作（2015年1月6日、鈴木達央）
  - 桂小五郎（2015年1月27日、森久保祥太郎）
  - 土方歳三（2015年2月17日、森川智之）
  - 沖田総司（2015年3月3日、小野賢章）
- 『黒執事 Book of Circus』
  - セバスチャン・ミカエリス（2015年10月9日、小野大輔）
  - シエル・ファントムハイヴ（2015年10月21日、坂本真綾）
  - ジョーカー（2016年1月12日、宮野真守）

#### 両枠混成
●は女子部枠のキャラクター。
- 『とある魔術の禁書目録II』
  - 禁書目録（インデックス）（2012年2月17日、井口裕香）
  - 打ち止め（ラストオーダー）（2012年8月7日、日高里菜）
  - 月詠小萌（2012年8月14日、こやまきみこ）
  - 神裂火織（2012年8月28日、伊藤静）
  - ●一方通行〈アクセラレータ〉（2012年9月4日、岡本信彦）
  - ●上条当麻（2012年9月25日、阿部敦）
- 『薄桜鬼』
  - ●土方歳三（2012年7月10日、三木眞一郎）
  - ●沖田総司（2012年7月20日、森久保祥太郎）
  - ●斎藤一（2012年8月10日、鳥海浩輔）
  - 雪村千鶴（2014年8月8日、桑島法子）
  - ●風間千景（2014年8月12日、津田健次郎）
- 『蒼穹のファフナー』
  - ●真壁一騎（2012年7月27日、石井真）
  - 遠見真矢（2012年7月31日、松本まりか）
  - ●皆城総士（2012年8月28日、喜安浩平）
- 『コードギアス 亡国のアキト』
  - ●日向アキト（2012年8月3日、入野自由）
  - レイラ・マルカル（2012年8月3日、坂本真綾）
- 『ソードアート・オンライン』
  - ●キリト / 桐ヶ谷和人（2012年12月4日 / 2014年11月28日[注 23]、松岡禎丞、北原幸彦）
  - アスナ / 結城明日奈（2012年12月7日、戸松遥）
  - シリカ / 綾野珪子（2012年12月14日、日高里菜）
  - リーファ / 桐ヶ谷直葉（2013年2月8日、竹達彩奈）
  - ユイ（2013年4月12日、伊藤かな恵）
  - リズベット / 篠崎里香（2014年3月14日、高垣彩陽）
  - シノン / 朝田詩乃[注 24]（2014年11月25日、沢城みゆき）
- 『FAIRY TAIL』
  - ルーシィ・ハートフィリア（2012年12月28日[注 25]、平野綾）
  - エルザ・スカーレット（2013年1月8日[注 25]、大原さやか）
  - ウェンディ・マーベル（2013年1月25日[注 25]、佐藤聡美）
  - ●ナツ・ドラグニル（2013年1月29日[注 26]、柿原徹也）
  - ●グレイ・フルバスター（2013年2月8日[注 26]、中村悠一）
  - ハッピー（2013年3月1日[注 26]、釘宮理恵）
- 『CØDE:BREAKER』
  - ●大神零（2013年1月18日、岡本信彦）
  - ●刻（2013年1月25日、鈴村健一）
  - 桜小路桜（2013年2月5日、日笠陽子）
- 『PSYCHO-PASS サイコパス』
  - ●狡噛慎也（2013年2月1日、関智一）
  - ●宜野座伸元（2013年3月19日 / 2015年7月14日[注 23]、野島健児）
  - 常守朱（2013年4月2日 / 2015年4月24日[注 23]、花澤香菜）
  - ●槙島聖護（2013年4月19日、櫻井孝宏）
  - ●縢秀星（2013年9月6日、石田彰）
  - ●鹿矛囲桐斗[注 24]（2015年10月6日、木村良平）
  - ●東金朔夜[注 24]（2016年7月1日、藤原啓治）
- 『さよなら絶望先生』
  - 風浦可符香（2013年3月1日、野中藍、高橋ひで麿）
  - 木村カエレ（2013年3月22日、小林ゆう、高橋ひで麿）
  - ●糸色望（2013年3月26日、神谷浩史）
  - 小森霧（2013年4月5日、谷井あすか）
- 『劇場版 ブレイク ブレイド』
  - ●ライガット・アロー（2013年4月30日、保志総一朗）
  - ●ホズル（クリシュナ9世）（2013年5月7日、中村悠一）
  - ●ゼス（2013年5月21日、神谷浩史）
  - ●ジルグ・ジ・レド・レ・アルヴァトロス（2013年6月18日、鳥海浩輔）
  - シギュン・エルステル（2013年9月20日、斎藤千和）
  - クレオ・サーブラフ（2013年10月1日、花澤香菜）
- 『翠星のガルガンティア』
  - エイミー（2013年6月11日、金元寿子）
  - ●レド（2013年7月2日、石川界人）
  - ●チェインバー（2013年7月30日、杉田智和）
  - ベローズ（2013年9月3日、伊藤静）
- 『はたらく魔王さま！』
  - 遊佐恵美〈勇者エミリア〉（2013年8月30日、日笠陽子）
  - 佐々木千穂（2013年9月27日、東山奈央）
  - ●真奥貞夫〈魔王サタン〉（2013年10月8日、逢坂良太）
  - ●芦屋四郎〈悪魔大元帥アルシエル〉（2013年11月5日、小野友樹）
- 『サーバント×サービス』
  - 山神ルーシー（略）（2013年9月6日、茅野愛衣）
  - 千早恵（2013年11月19日、豊崎愛生）
  - 三好紗耶（2013年11月26日、中原麻衣）
  - ●一宮大志（2013年12月24日、櫻井孝宏）
  - ●長谷部豊（2014年1月21日、鈴木達央）
- 『Angel Beats!』
  - 仲村ゆり（2013年10月4日、櫻井浩美）
  - 天使 / 立華かなで（2013年10月8日、花澤香菜）
  - ユイ（2013年12月3日、喜多村英梨）
  - ●直井文人（2014年9月9日、緒方恵美）
  - ●音無結弦（2014年10月7日、神谷浩史）
  - ●日向秀樹（2014年11月4日、木村良平）
- 『DEVIL SURVIVOR 2 the ANIMATION』
  - イオ / 新田維緒（2013年10月18日、内田彩）
  - ●ヒビキ / 久世響希（2013年10月22日、神谷浩史）
  - アイリ / 伴亜衣梨（2013年10月29日、阿澄佳奈）
  - ●ヤマト / 峰津院大和（2013年12月10日、諏訪部順一）
- 『銀の匙 Silver Spoon』
  - ●八軒勇吾（2014年3月4日、木村良平）
  - 御影アキ（2014年3月20日、三宅麻理恵）
  - ●駒場一郎（2014年4月1日、櫻井トオル）
- 『ログ・ホライズン』
  - ●シロエ（2014年3月11日、寺島拓篤）
  - アカツキ（2014年3月11日、加藤英美里）
- 『ノブナガ・ザ・フール』
  - ●オダ・ノブナガ（2014年3月18日[注 27]、宮野真守）
  - ジャンヌ・カグヤ・ダルク（2014年3月18日[注 28]、日笠陽子）
  - ●ガイウス・ユリウス・カエサル（2014年9月26日、中村悠一）
- 『アルドノア・ゼロ』
  - ●界塚伊奈帆（2015年4月7日、花江夏樹）
  - ●スレイン・トロイヤード（2015年4月21日、小野賢章）
  - ●ハークライト（2015年8月25日、平川大輔）
  - アセイラム・ヴァース・アリューシア（2016年1月15日、雨宮天）
- 『七つの大罪』
  - ●メリオダス（2015年5月1日、梶裕貴）
  - ●バン（2015年5月12日、鈴木達央）
  - ●キング（2015年5月19日、福山潤）
  - ディアンヌ（2015年6月5日、悠木碧）
- 『デュラララ!!×2』
  - ●竜ヶ峰帝人（2015年5月26日、豊永利行）
  - ●折原臨也（2015年6月2日、神谷浩史）
  - ●平和島静雄（2015年6月16日、小野大輔）
  - ●紀田正臣（2015年6月30日、宮野真守）
  - ●岸谷新羅（2015年11月17日、福山潤）
  - セルティ・ストゥルルソン（2015年12月25日、沢城みゆき）
- 『甲鉄城のカバネリ』
  - ●生駒（2016年4月1日、畠中祐）
  - 無名（2016年4月1日、千本木彩花）
- 『SHOW BY ROCK!!』
  - シアン（2016年6月3日、稲川英里）
  - ●クロウ（2016年6月7日、谷山紀章）
  - チュチュ（2016年6月10日、上坂すみれ）
  - ●ロム（2016年6月14日、細谷佳正）
  - レトリー（2016年6月17日、沼倉愛美）
  - モア（2016年6月21日、佐倉綾音）
  - ●ヤイバ（2016年6月24日、柿原徹也）
  - ●アイオーン（2016年7月1日、内山昂輝）

### 他のゲーム作品

#### 男子部枠
- 『英雄伝説 空の軌跡SC』
  - エステル・ブライト（2012年5月8日、神田朱未）
  - ティータ・ラッセル（2012年5月18日、今野宏美）
  - クローゼ・リンツ（2012年5月25日、皆口裕子）
  - レン（2012年7月6日、西原久美子）
- 『英雄伝説 零の軌跡』
  - エリィ・マクダエル（2012年6月26日、遠藤綾）
- 『閃乱カグラ -少女達の真影-』
  - 飛鳥（2012年8月24日、原田ひとみ）
- 『時と永遠 〜トキトワ〜』
  - 王女トキ（2012年9月18日、花澤香菜）
  - トワ（2012年10月9日、喜多村英梨）
- 『いますぐお兄ちゃんに妹だっていいたい!』
  - 三谷歩夢（2013年11月15日、茅原実里）
  - 奈々瀬奉莉（2013年12月13日、伊藤かな恵）
  - 茂森真央（2014年1月14日、茅野愛衣）
  - 拝田希実花（2014年1月24日、日笠陽子）

#### 女子部枠
- 『遙かなる時空の中で5』
  - 桐生瞬（2012年7月17日、寺島拓篤）
  - 坂本龍馬（2012年7月24日、鈴村健一）
  - チナミ（2012年8月7日、阿部敦）
  - 沖田総司（2012年8月14日、岡本信彦）
  - 小松帯刀（2012年11月27日、立花慎之介、若宮たすく）
  - 福地桜智（2012年12月12日、竹本英史）
  - アーネスト・サトウ（2013年1月11日、四反田マイケル、田中あお）
  - 高杉晋作（2013年1月22日、安元洋貴、若宮たすく）
- 『金色のコルダ3』
  - 榊大地（2012年10月2日、内田夕夜）
  - 如月律（2012年10月9日、小西克幸）
  - 如月響也（2012年10月30日、福山潤）
  - 水嶋悠人（2012年11月13日、水橋かおり）
  - 土岐蓬生（2014年5月9日、石川英郎）
  - 東金千秋（2014年7月1日、谷山紀章）
  - 八木沢雪広（2016年5月17日、伊藤健太郎）
  - 火積司郎（2016年5月24日、森田成一）
  - 水嶋新（2016年5月30日、岸尾だいすけ）
- 『恋戦隊 LOVE&PEACE』
  - 赤木風太 / ハートレッド（2012年10月23日、保志総一朗）
  - 青山玲士 / ハートブルー（2012年11月9日、鳥海浩輔）
  - 猿飛黄平 / ハートイエロー（2012年12月18日、宮田幸季）
  - 黒峰継 / ハートブラック（2012年12月28日、中井和哉）
- 『VitaminZ』
  - 成宮天十郎（2013年9月3日、KENN）
  - 不破千聖（2013年11月1日、前野智昭）
  - 方丈慧（2013年11月26日、入野自由）
  - 多智花八雲（2014年1月7日、代永翼）
  - 嶺アラタ（2014年2月7日、森久保祥太郎）
  - 方丈那智（2014年6月13日、野島健児）
- 『恋は校則に縛られない!』
  - 鳴神鴻（2014年5月27日、入野自由）
  - 榊木鋭史（2014年7月18日、寺島拓篤）
  - 羽々崎暁（2014年8月5日、岡本信彦）
  - 御堂十弥（2014年9月2日、鳥海浩輔）
  - 朝霧敦士（2014年9月16日、梶裕貴）
- 『STORM LOVER』
  - 卯都木悠人（2014年10月28日、羽多野渉）
  - 御子柴恭介（2014年12月22日、寺島拓篤）
  - 巳城タクミ（2015年1月20日、三浦祥朗）
- 『5人の恋プリンス〜ヒミツの契約結婚〜』
  - 神崎尊（2014年11月18日、森川智之）
  - 室井楓（2014年11月21日、石田彰）

### その他の原作
- 講談社ラノベ文庫（原作版（無料提供））
  - 『彼女がフラグをおられたら』
    - 菜波・K・ブレードフィールド（2011年12月2日、松嵜麗）
    - 魔法ヶ沢茜（2012年1月31日、山本彩乃）

  - 『アウトブレイク・カンパニー 萌える侵略者』
    - ペトラルカ（2012年3月9日、阿久津加菜）
- 『ハローキティといっしょ!』
  - 猫村いろは（2012年12月21日[注 29]、松嵜麗）
  - 水無瀬シズク（2013年3月29日、五十嵐裕美）
  - 雅咲久耶（2013年4月16日、加隈亜衣）
  - 一花麗流（2013年5月24日、中村桜）
  - ミウ・クロウフォード（2013年7月19日、桑原由気）

### オリジナル
2012年11月から開始。凡例は配信開始日、デザイナー、声優
- 如月陽菜（2012年11月30日、藤真拓哉、日高里菜）
- ローブ（2012年12月28日、POP、堀江由衣）
- リズ（2013年5月31日、或十せねか、喜多村英梨）
- 喜多嶋由里[注 30]（2013年6月14日[注 8]、緋賀ゆかり、福原香織）
- 喜多嶋里紗[注 30]（2013年6月14日[注 31]、カスカベアキラ、MAKO）
- 喜多嶋美里[注 30]（2013年6月14日[注 32]、三嶋くろね、長妻樹里）

### 配信終了作品

#### アニメ

##### 男子部枠
- 『GJ部』（2015年8月31日終了[7]）
  - 天使真央（2013年5月2日、内田真礼）
  - 天使恵（2013年5月7日、宮本侑芽）
- 『いつか天魔の黒ウサギ』（2016年3月31日終了[8]）
  - サイトヒメア（2011年11月1日、高本めぐみ）
  - 安藤美雷（2011年11月8日、野水伊織）
- 『マケン姫っ!』（2016年3月31日終了[8]）
  - 天谷春恋（2012年1月24日、下屋則子）

##### 女子部枠
- 『好きっていいなよ。』（2015年10月30日終了[6]）
  - 黒沢大和（2013年9月24日、櫻井孝宏）

## 嫁コレアイドル
日付は配信開始日。特記以外は2014年3月31日配信終了。
2012年
- 11月6日
  - 姫崎愛未、杉本ゆさ（LinQ）
  - ルイズ・スフォルツァ、ユカフィン・ドール（アフィリア・サーガ・イースト）
- 11月9日
  - クルミ・ラーラ・ミルク（アフィリア・サーガ・イースト、2013年6月30日終了[9]）
- 11月13日
  - 瑞稀もえ（LinQ）
  - アリア・M・ミルヴァーナ（アフィリア・サーガ・イースト）
- 11月16日
  - メイリ･マロンフィール（アフィリア・サーガ・イースト、2013年6月30日終了[9]）
- 11月20日
  - 松村くるみ（LinQ）
  - マホ・ソット・ボーチェ（アフィリア・サーガ・イースト）
- 11月27日
  - 髙木悠未（LinQ）
  - コヒメ･リト･プッチ（アフィリア・サーガ・イースト）
- 11月30日
  - ミク･ドール･シャルロット（アフィリア・サーガ・イースト）
- 12月4日
  - 岸田麻佑（LinQ）
  - アヤミ・チェルシー・スノウ（アフィリア・サーガ・イースト）
- 12月7日
  - ローラ・シュクレーヌ（アフィリア・サーガ・イースト）
- 12月11日
  - 坂井朝香（LinQ）
  - エミュウ・ヴァイルシュミット（アフィリア・サーガ・イースト）
- 12月14日 
  - えなこ（パナシェ!）
- 12月18日
  - 天野なつ（LinQ）
- 12月21日 
  - くろねこ（パナシェ!）
- 12月25日
  - 桃咲まゆ（LinQ）
- 12月28日 
  - 五木あきら（パナシェ!）

2013年
- 1月8日
  - 一ノ瀬みく（LinQ）
- 1月15日
  - 山木彩乃（LinQ）
- 1月22日
  - 上原あさみ（LinQ）
- 2月22日
  - 横山ルリカ、石田佳蓮（アイドリング!!!）
- 3月1日
  - 三宅ひとみ（アイドリング!!!）
- 3月8日
  - 橘ゆりか（アイドリング!!!）
- 3月12日
  - あみゅ☆（姫崎愛未）（LinQ）
- 3月15日
  - 高橋胡桃（アイドリング!!!）
- 3月22日
  - 外岡えりか（アイドリング!!!）
- 3月29日
  - 伊藤祐奈（アイドリング!!!）
- 4月5日
  - 後藤郁（アイドリング!!!）
- 4月12日
  - 朝日奈央（アイドリング!!!）
- 4月19日
  - 大川藍（アイドリング!!!）
- 4月26日
  - レイミー・ヘヴンリー（アフィリア・サーガ）
- 5月10日
  - レイナ・スコット・モーゼル（アフィリア・サーガ）
- 5月21日
  - 山北早紀（i☆Ris）
- 5月28日
  - 芹澤優（i☆Ris）
- 6月4日
  - 茜屋日海夏（i☆Ris）
- 6月11日
  - 澁谷梓希（i☆Ris）
- 6月18日
  - 若井友希（i☆Ris）
- 6月25日
  - 久保田未夢（i☆Ris）
- 7月2日
  - 奥村真友里（ひめキュンフルーツ缶）
- 7月9日
  - 菊原結里亜（ひめキュンフルーツ缶）
- 7月16日
  - 河野穂乃花（ひめキュンフルーツ缶）
- 7月23日
  - 谷尾桜子（ひめキュンフルーツ缶）
- 7月30日
  - 岡本真依（ひめキュンフルーツ缶）
- 8月27日
  - 愛迫みゆ[注 33]（愛乙女★DOLL）
- 9月3日
  - 岩崎夢生[注 33]（愛乙女★DOLL）
- 9月10日
  - 芦崎麻耶[注 33]（愛乙女★DOLL）
- 9月17日
  - 都築かな[注 33]（愛乙女★DOLL）
- 9月24日
  - ハルナ[注 33]（愛乙女★DOLL）
- 10月1日
  - 佐野友里子[注 33]（愛乙女★DOLL）

## 嫁コレ声優部
日付は配信開始日
2013年
- 1月18日
  - 大亀あすか
  - 小松未可子
  - 長妻樹里
  - 福原香織
  - MAKO
- 2月1日
  - 山本希望
- 2月15日
  - 大亀あすか（2nd season）
- 3月1日
  - 野水伊織
- 3月15日
  - 福原香織（2nd season）
- 3月22日
  - MAKO（2nd season、2016年2月29日終了[10]）
- 3月29日
  - 長妻樹里（2nd season）
- 4月5日
  - 徳井青空
- 4月19日
  - 小松未可子（2nd season）
- 5月10日
  - 赤﨑千夏
- 5月24日
  - 山本希望（2nd season）
- 6月7日
  - 大坪由佳
- 6月21日
  - 野水伊織（2nd season）
- 7月5日
  - 上坂すみれ
- 7月19日
  - 徳井青空（2nd season）
- 8月2日
  - 小岩井ことり
- 8月16日
  - 大亀あすか（3rd season）
- 8月23日
  - 赤﨑千夏（2nd season）
- 9月13日
  - 大橋彩香
- 9月20日
  - 大坪由佳（2nd season）
- 10月4日
  - 西明日香
- 10月18日
  - 上坂すみれ（2nd season）
- 11月1日
  - 三澤紗千香
- 11月15日
  - 小岩井ことり（2nd season）
- 12月6日
  - 木戸衣吹
- 12月20日
  - 大橋彩香（2nd season）

2014年
- 1月10日
  - 村川梨衣
- 1月24日
  - 西明日香（2nd season）
- 2月7日
  - 高橋未奈美
- 3月7日
  - 三澤紗千香（2nd season）
- 4月4日
  - 村川梨衣（2nd season）
- 5月9日
  - 木戸衣吹（2nd season）
- 5月23日
  - 西明日香（3rd season）
- 6月6日
  - 高橋未奈美（2nd season）
- 6月13日
  - 大亀あすか（4th season）
- 6月20日
  - 西明日香（4th season）

2015年
- 9月1日
  - 久保ユリカ
- 10月13日
  - 伊藤美来

## WEBラジオ

### 嫁コレwebラジオ「嫁ラジ!」
2013年1月11日から同年6月28日までアニメイトTVで毎週金曜日更新で配信されたラジオ番組。全25回。番組内でパーソナリティ3人を声優とした嫁コレオリジナルキャラクター・喜多嶋三姉妹（上記）が生み出された。毎週更新時にタイアップコードが発表されリスナーはアイテムをもらうことができた。また、投稿採用者にはアイテム「嫁ラジ」がプレゼントされた。
パーソナリティ
- 福原香織、MAKO、長妻樹里

コーナー
- ふつおた
- 嫁報告
- 嫁ラジアイテム
- 例題のジングル
- 俺の嫁なら×××が出来る!
- ガールズジャッジメント
- 嫁ドラ

ゲスト
- 第3回 小松未可子
- 第4回 山本希望
- 第6回 大亀あすか
- 第8回 野水伊織
- 第13回 徳井青空
- 第17回 赤﨑千夏
- 第22回 大坪由佳

### 嫁コレPRESENTS「三澤紗千香・西明日香のCHEERING PARTY!!」
2013年7月5日から同年12月27日までアニメイトTVで毎週金曜日更新で配信されたラジオ番組。全26回。毎週更新時にタイアップコードが発表されリスナーはアイテムをもらうことができた。
パーソナリティ
- 三澤紗千香、西明日香

コーナー
- ふつおた
- 嫁コレはじめました!
- 嫁コレ応援団!
- 応援されたい!
- Today’s Special
- 嫁コレラボ
- ナス＆キウイ
- ニシー知恵袋
- SMT-SUPER MISAWA TIME-

ゲスト
- 第3回 上坂すみれ
- 第5回 大亀あすか
- 第9回 中上育実
- 第10回 木戸衣吹
- 第11回 葉月絵理乃
- 第15回 大橋彩香
- 第20回 鷲崎健（電話出演）
- 第21回 巽悠衣子
- 第22回 米澤円
- 第23回 高森奈津美

### 嫁コレPRESENTS「あやりえの花嫁はじめました!」
2014年1月10日から同年3月28日までアニメイトTVで毎週金曜日更新で配信されたラジオ番組。全12回。毎週更新時にタイアップコードが発表されリスナーはアイテムをもらうことができた。
パーソナリティ
- 大橋彩香、村川梨衣

コーナー
- フツヨメ
- 良妻チャート
- 嫁コレ工房
- 本日の嫁
- あきらめないで!!

ゲスト
- 第9回 上坂すみれ
- 第10回 石原夏織
- 第11回 渕上舞、伊藤かな恵
- 第12回 西明日香